# Madagaskardaggekko
De madagaskardaggekko (Phelsuma madagascariensis) is een hagedis die behoort tot de gekko's, het is een van de soorten madagaskardaggekko's uit het geslacht Phelsuma.

## Naam en indeling
De soort wordt ook wel daggekko of reuzendaggekko genoemd.
De wetenschappelijke naam van de soort werd voor het eerst voorgesteld door John Edward Gray in 1831. Later gebruikte hij de naam Gekko madagascariensis. De soortaanduiding madagascariensis betekent vrij vertaald 'levend in Madagaskar'.

### Ondersoorten
De soort wordt verdeeld in twee ondersoorten die onderstaand zijn weergegeven, met de auteur en het verspreidingsgebied. Twee voormalige ondersoorten worden tegenwoordig als aparte soorten beschouwd; Phelsuma grandis en Phelsuma kochi.
Het geslacht omvat de volgende soorten, met de auteur en het verspreidingsgebied.
| Naam                              | Auteur      | Verspreidingsgebied                               |
| --------------------------------- | ----------- | ------------------------------------------------- |
| Phelsuma madagascariensis boehmei | Meier, 1982 | Omgeving van het Nationaal park Andasibe Mantadia |
| Phelsuma madagascariensis         | Gray, 1831  | De rest van het areaal                            |

## Uiterlijke kenmerken
De madagaskardaggekko bereikt een maximale lichaamslengte tot 22 centimeter.
De madagaskardaggekko heeft een heldergroene lichaamskleur, de buikzijde is wit. Van de neuspunt tot het oog is altijd een rode streep aanwezig. Op de kop en de rug zijn helderrode vlekken aanwezig die soms een nettekening vormen. Bij jongere dieren is de staart vaak rood gebandeerd, zij hebben donkere flanken met vele kleine vlekjes.

## Levenswijze
De madagaskardaggekko is een boombewoner die veel klimt, het dier leeft op boomstammen maar komt ook wel op de grond om voedsel te zoeken. Op het menu staan kleine ongewervelden zoals insecten, maar ook wel fruit. De vrouwtjes zetten eieren af, dit zijn er steeds twee per legsel. De gekko kan echter tien legsels per jaar produceren.

## Verspreiding en habitat

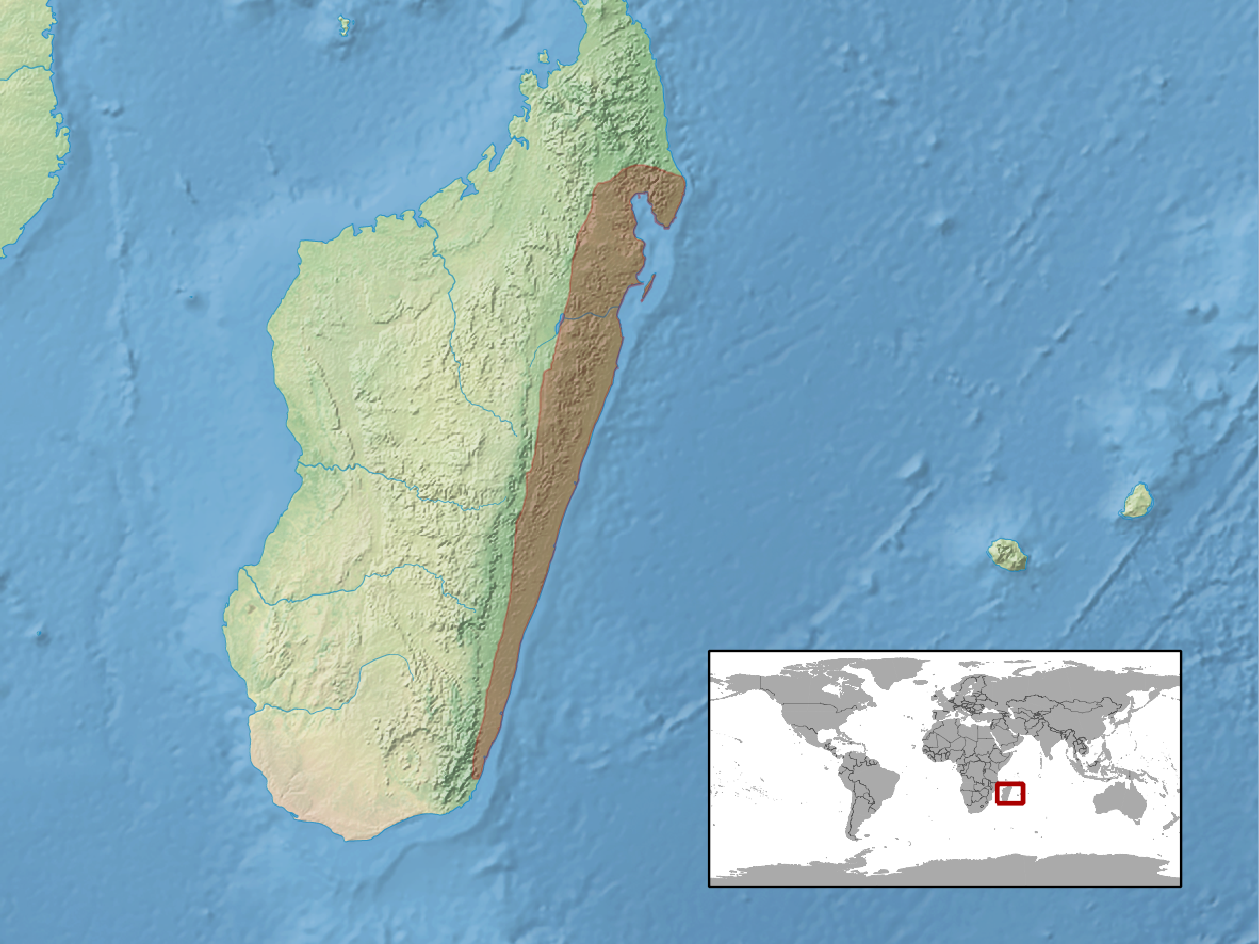
Verspreidingsgebied in het rood.

De soort komt voor in delen van Afrika en leeft endemisch in Madagaskar. De soort is hier aangetroffen in de deelgebieden Nationaal park Andasibe Mantadia, Andasibe, Ranomafana, Maevatanana, Atsinanana. Daarnaast is de soort gevonden op de eilanden Nosy Be, Nosy Sakatia, Nosy Tanikely en Nosy Komba. De gekko is uitgezet in de Verenigde Staten in de staat Florida. De habitat bestaat uit vochtige tropische en subtropische laaglandbossen en droge tropische en subtropische bossen. Ook in door de mens aangepaste streken zoals plantages, landelijke tuinen, stedelijke gebieden en aangetaste bossen kan de hagedis worden gevonden. De soort is aangetroffen van zeeniveau tot op een hoogte van ongeveer 1000 meter boven zeeniveau.

## Beschermingsstatus
Door de internationale natuurbeschermingsorganisatie IUCN is de beschermingsstatus 'veilig' toegewezen (Least Concern of LC).

## In gevangenschap
De madagaskardaggekko is zeer populair in terraria, en deze soort in het bijzonder omdat de hagedis tam kan worden. Een zeer dicht beplant terrarium is benodigd met veel zon-, schuil- en eiafzetplaatsen. Jonge daggekko's hebben veel kalk en vitaminen nodig. Deze gekko is niet geschikt als beginnerssoort en is vanwege het exportverbod erg prijzig.